# The History of Sound
The History of Sound is een Amerikaans-Britse historische romantische dramafilm uit 2025, geregisseerd en mede geschreven door Oliver Hermanus en gebaseerd op het gelijknamige korte verhaal van Ben Shattuck uit 2018. De hoofdrollen worden vertolkt door Josh O'Connor en Paul Mescal.

## Verhaal
Twee mannen, Lionel en David, ontmoeten elkaar in 1916, beginnen een relatie en gaan vervolgens in de zomer van 1919 samen op reis om de volksliedjes van hun landgenoten in het landelijke New England op te nemen.

## Rolverdeling
| Acteur           | Personage           |
| ---------------- | ------------------- |
| Josh O'Connor    | David               |
| Paul Mescal      | Lionel              |
| Chris Cooper     | de oudere Lionel    |
| Molly Price      | Lionels moeder      |
| Raphael Sbarge   | Lionel Sr.          |
| Hadley Robinson  | Belle               |
| Emma Canning     | Clarissa            |
| Briana Middleton | Thankful Mary Swain |
| Gary Raymond     | William             |

## Productie
Oliver Hermanus kreeg de baan als regisseur net toen de coronapandemie begon en ontwikkelde het script samen met Ben Shattuck tijdens de lockdown vanuit zijn huis in Barrydale, Zuid-Afrika. Eind oktober 2021 werd de film aangekondigd, samen met de hoofdrolspelers Paul Mescal en Josh O'Connor. Producenten zijn onder andere Lisa Ciuffetti, Andrew Kortschak en Andrea Roa, evenals Tim Haslam voor Embankment Films en Sara Murphy. In januari 2023 werd bevestigd dat de casting voor bijrollen aan de gang was.

### Filmopnames
De filmopnames zouden oorspronkelijk in de zomer van 2022 op locatie plaatsvinden in het Verenigd Koninkrijk, de Verenigde Staten en Italië, maar werden uitgesteld wegens planningsconflicten met Mescal en O'Connor. De productie werd opnieuw gepland nadat Hermanus de Britse televisieserie Mary & George had voltooid, startend in Massachusetts. De filmopnames gingen eind februari 2024 van start in de Verenigde Staten (New York en New Jersey), het Verenigd Koninkrijk en Italië en werden twee maanden later afgerond.

## Release
The History of Sound ging op 21 mei 2025 in première op het Filmfestival van Cannes in de competitie voor de Gouden Palm.

## Prijzen en nominaties
De belangrijkste:
| Jaar | Prijs                   | Categorie   | Genomineerde(n) | Uitslag     |
| ---- | ----------------------- | ----------- | --------------- | ----------- |
| 2025 | Filmfestival van Cannes | Gouden Palm | Oliver Hermanus | Genomineerd |